# Годковець
Годковець (словац. Hodkovec) — річка; притока Цірохи, протікає в окрузі Снина.
Довжина приблизно 7,0-7,3 км. Витік знаходиться в масиві Вигорлат (геоморфологічна підодиниця Вигорлат; схил гори Дєл) — на висоті приблизно 395—400 метрів.
Протікає територією сіл Бела-над-Цірохоу і Длге-над-Цірохоу. Впадає в Ціроху на висоті приблизно 170—175 метрів.